# Botão
Botão is een plaats (freguesia) in de Portugese gemeente Coimbra en telt 1 683 inwoners (2001).